# Religioni in Nigeria
Le religioni più diffuse in Nigeria sono l'islam e il cristianesimo, ma sulla consistenza dei gruppi religiosi vi sono stime differenti, in quanto i censimenti non rilevano l'appartenenza religiosa della popolazione. Le stime più recenti evidenziano comunque la crescita della religione islamica, che sarebbe diventata maggioritaria. Secondo una stima del 2012 del Pew Research Center, i cristiani erano il 49,3% della popolazione, i musulmani il 48,8% della popolazione, coloro che seguivano le religioni africane l'1,4% della popolazione e coloro che seguivano altre religioni lo 0,1% della popolazione, mentre lo 0,4% della popolazione non seguiva alcuna religione. Una stima del 2015 dell'Association of Religion Data Archives (ARDA) dava invece i cristiani al 48,8% della popolazione, i musulmani al 43,4% della popolazione e le religioni indigene tradizionali al 7,4% della popolazione; lo 0,3% circa della popolazione non seguiva alcuna religione e lo 0,1% circa della popolazione seguiva altre religioni. Secondo stime del 2018 della CIA, il 53,5% della popolazione segue l'islam, il 45,9% della popolazione segue il cristianesimo e lo 0,6% della popolazione segue altre religioni o non segue alcuna religione.Altre stime danno i musulmani al 50% della popolazione e i cristiani al 43,2% della popolazione, mentre la restante parte della popolazione (il 6,8%) segue altre religioni o non segue alcuna religione. I musulmani prevalgono nella parte nord del Paese, i cristiani nella parte meridionale.

## Religioni presenti

### Islam
La maggioranza dei musulmani nigeriani è sunnita e segue la corrente malikita, ma una parte segue lo sciafeismo; nell'ambito dei sunniti vi sono anche diverse confraternite sufi. È presente anche una minoranza di sciiti e di ahmadiyya.

### Religioni africane
Le religioni africane tradizionali sono ancora presenti soprattutto nelle aree abitate dal popolo Edo, in cui l'oba è contemporaneamente un re e un capo religioso; anche parte del popolo Yoruba segue le religioni animiste indigene. Come stile di vita, le credenze tradizionali sono legate alla fertilità del popolo e della terra.

### Altre religioni
In Nigeria sono presenti piccoli gruppi di bahai e di induisti.  Nell'ambito del popolo igbo c'è un gruppo di seguaci dell'ebraismo, che crede di discendere dagli antichi israeliti.